# Tetrahydro-isochinoline
Tetrahydro-isochinoline of THI is een organische verbinding met als brutoformule C9H11N. De stof komt voor als een gele vloeistof, die goed oplosbaar is in water.

## Synthese
Tetrahydro-isochinoline kan bereid worden met de Pictet-Spengler-reactie van  β-fenylethylamine en dimethoxymethaan in zuur midden.
Een andere bereiding is de Pomeranz-Fritsch-isochinolinesynthese uitgaande van benzaldehyde en aminoacetoaldehyde-di-ethylacetaal, gevolgd door hydrogenering van het gevormde isochinoline.

## Reacties
Zoals de andere secundaire amines, kan tetrahydro-isochinoline geoxideerd worden tot het overeenkomstige nitron. Dit gebeurt aan de hand van waterstofperoxide en wordt gekatalyseerd door seleendioxide.
Derivaten van tetrahydro-isochinoline kunnen in het lichaam gevormd worden als metabolieten van bepaalde geneesmiddelen. Zo wordt onder andere het zeer toxische norsalsolinol,1-methyl-6,7-dihydroxy-1,2,3,4-tetrahydroisoquinoline, gevormd bij afbraak van dopamine. Dit soort stoffen wordt gezien als belangrijke veroorzaker van de ziekte van Parkinson.

## Toepassingen
Tetrahydro-isochinoline wordt gebruikt bij de productie van geneesmiddelen, voornamelijk van neurotische spierverslappers.